# Kuzovo, Blagoevgrad
Kuziovo (în bulgară Кузьово) este un sat în partea de sud-vest a Bulgariei în  Regiunea Blagoevgrad. Aparține administrativ de comuna Belița. Are o populație de 248 locuitori.

## Demografie
Componența etnică a satului Kuzovo
     Nicio identificare (35,88%)
     Bulgari (64,11%)
     Altele (0%)
La recensământul din 2011, populația satului Kuzovo era de 248 locuitori. Din punct de vedere etnic, majoritatea locuitorilor (64,11%) erau bulgari. Pentru 35,88% din locuitori nu este cunoscută apartenența etnică.